# Lipinki (województwo małopolskie)
Lipinki – wieś w Polsce, położona w województwie małopolskim, w powiecie gorlickim, siedziba gminy Lipinki.
W latach 1954–1972 wieś należała i była siedzibą władz gromady Lipinki. W latach 1975–1998 miejscowość administracyjnie należała do województwa krośnieńskiego.
W Lipinkach istnieje od 1860 jedna z najstarszych w Polsce kopalni ropy naftowej.
W miejscowości znajduje się Sanktuarium Matki Bożej Wniebowziętej.

## Położenie geograficzne
Lipinki położone są w zachodniej części Pogórza Jasielskiego na Pogórzu Środkowobeskidzkim.

## Integralne części wsi
| SIMC    | Nazwa     | Rodzaj    |
| ------- | --------- | --------- |
| 0355915 | Dół       | część wsi |
| 0355921 | Góra      | część wsi |
| 0355938 | Łysa Góra | część wsi |
| 0355944 | Na Stawie | część wsi |
| 0355950 | Pod Lasem | część wsi |
| 0355967 | Sochacz   | część wsi |
| 0355973 | Za Górą   | część wsi |
| 0355980 | Zalesie   | część wsi |

## Historia
Wieś Lipinki założył w 1363 król Kazimierz III Wielki. Prawdopodobnie wraz z lokacją miejscowości założono również parafię.
II wojna światowa
- W kwietniu 1942 gestapo w asyście granatowej policji aresztowało kilkunastu działaczy KPP w Lipinkach i okolicy. Wszyscy zginęli w więzieniach i obozach koncentracyjnych.
- W maju 1944 oddział GL pod dowództwem Wojciecha Kwilosza ps. „Tomek” dokonał rozbicia urzędu gminnego w Lipinkach oraz przeprowadził kilka sabotaży w kopalnictwie naftowym.
- Na pograniczu Lipinek i Rozdziela 17 sierpnia 1944 w czasie akcji partyzanckiej na dom członków ukraińskiej policji, partyzant kpr. Jan Sajchta z Krygu został ciężko ranny. Zaalarmowany strzałami oddział niemiecki przybył natychmiast na miejsce akcji i tu na podwórzu domu dobił partyzanta. Ludność z pobliskich domów zmuszona była schronić się w lesie.

W miejscowości ma siedzibą parafia Wniebowzięcia NMP, należąca do dekanatu Biecz, diecezji rzeszowskiej. W kościele, wybudowanym w roku 2005, znajduje się, przeniesiona ze starszej świątyni (z roku 1780), łaskami słynąca figura Matki Bożej Lipinskiej, która jest czczona od 5 wieków. Znajdują się tam też epitafia rodzin Kuropatnickich, Jordanów i Łętowskich.

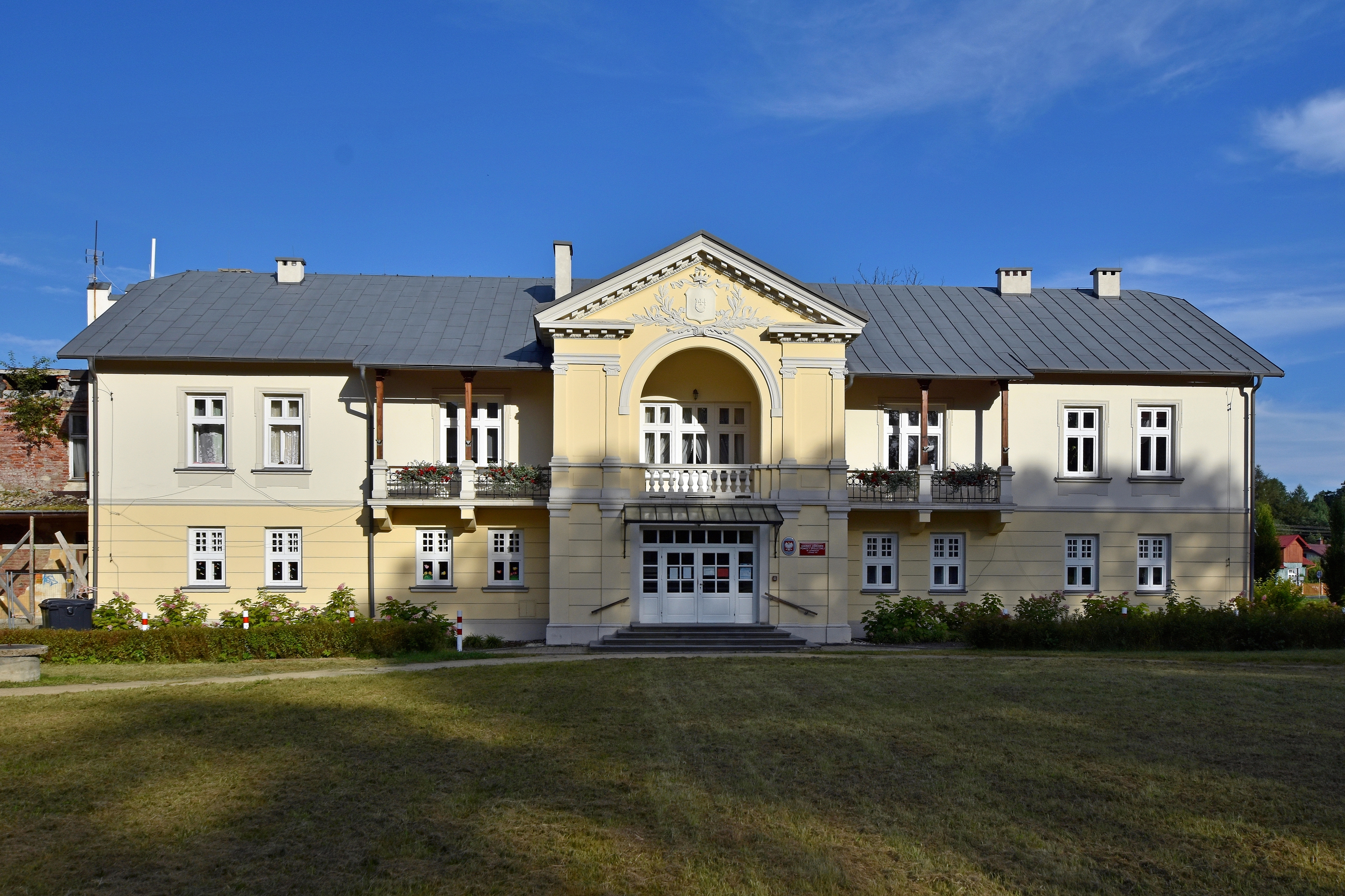
Zabytkowy dwór
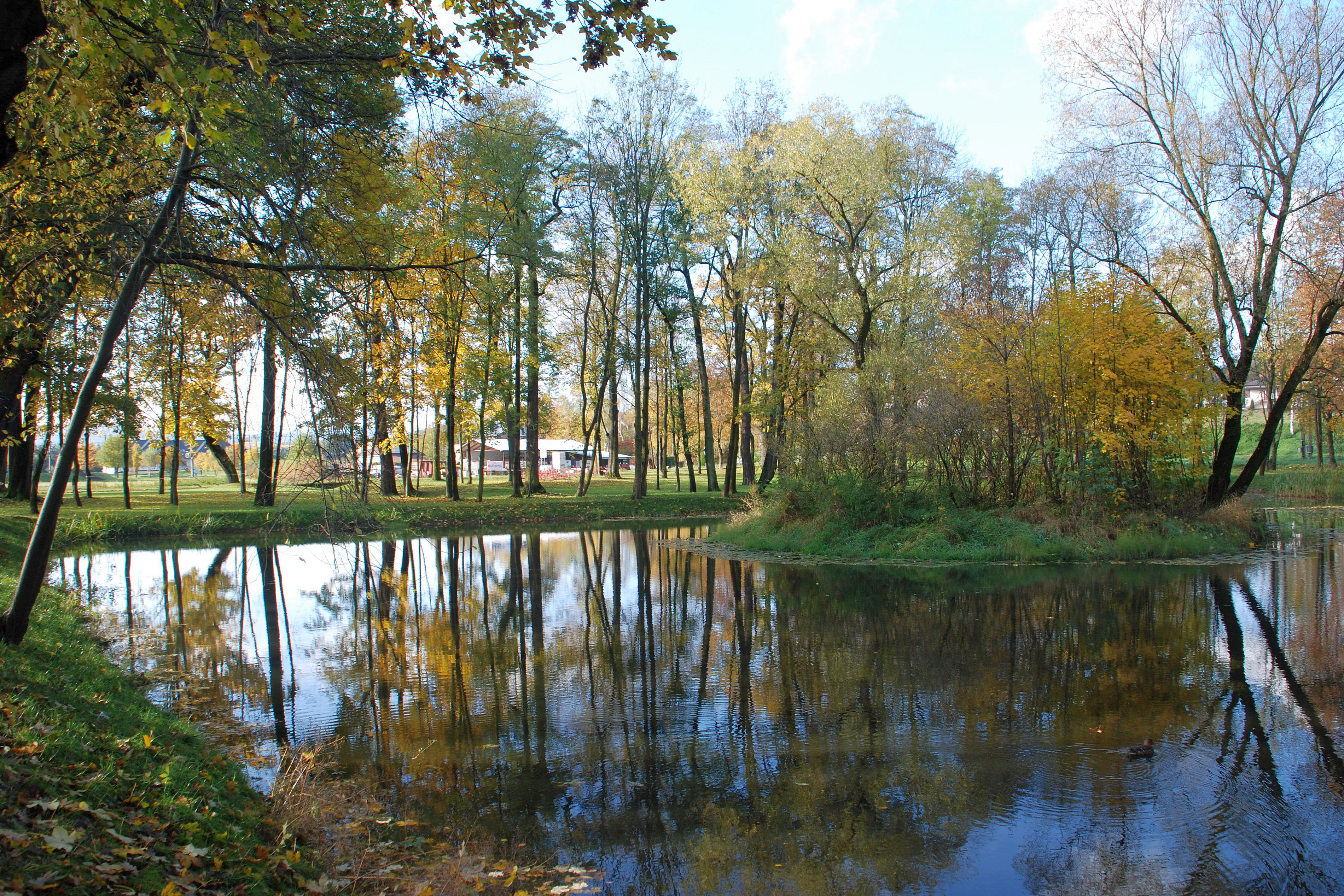
Park
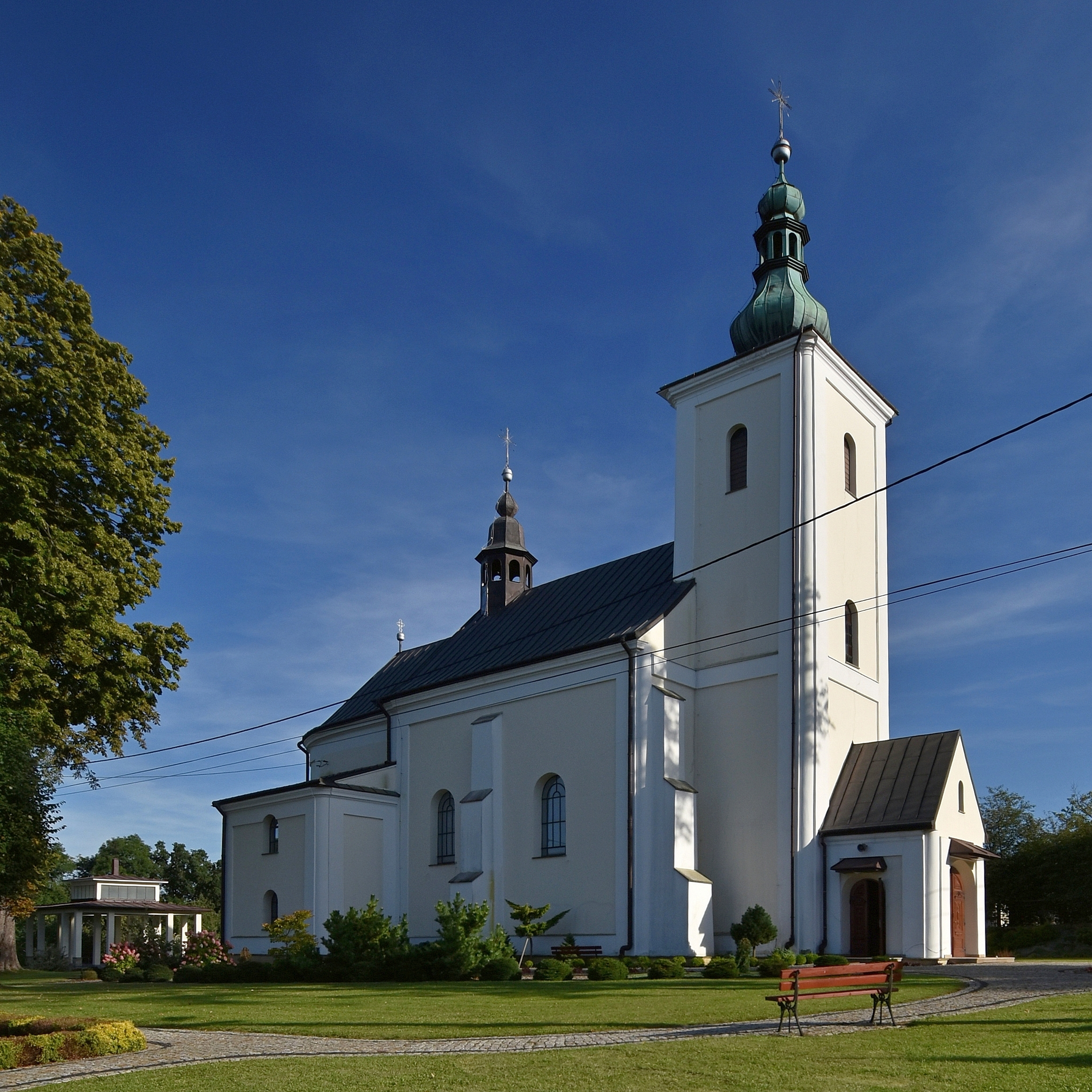
Stare sanktuarium
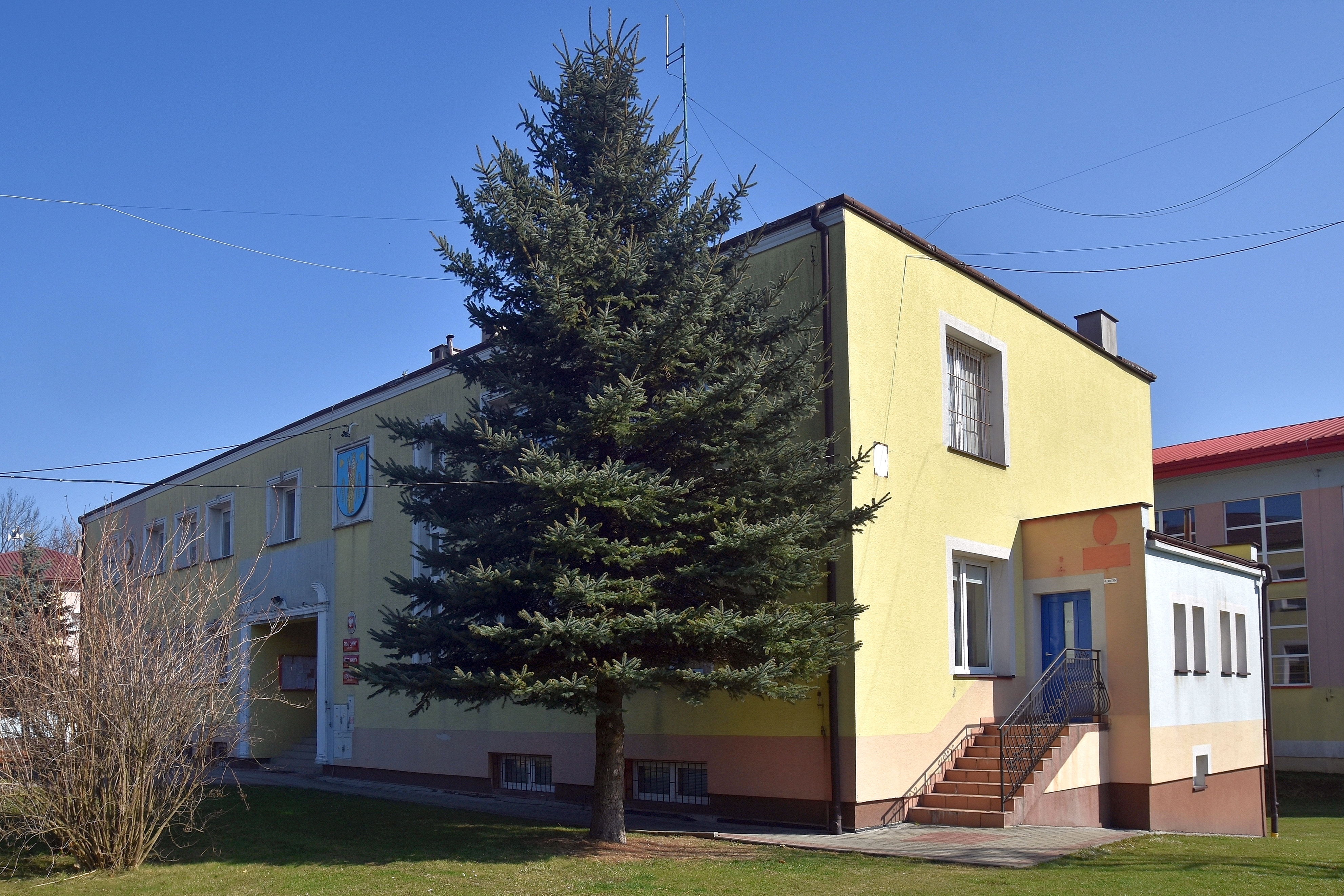
Urząd Gminy
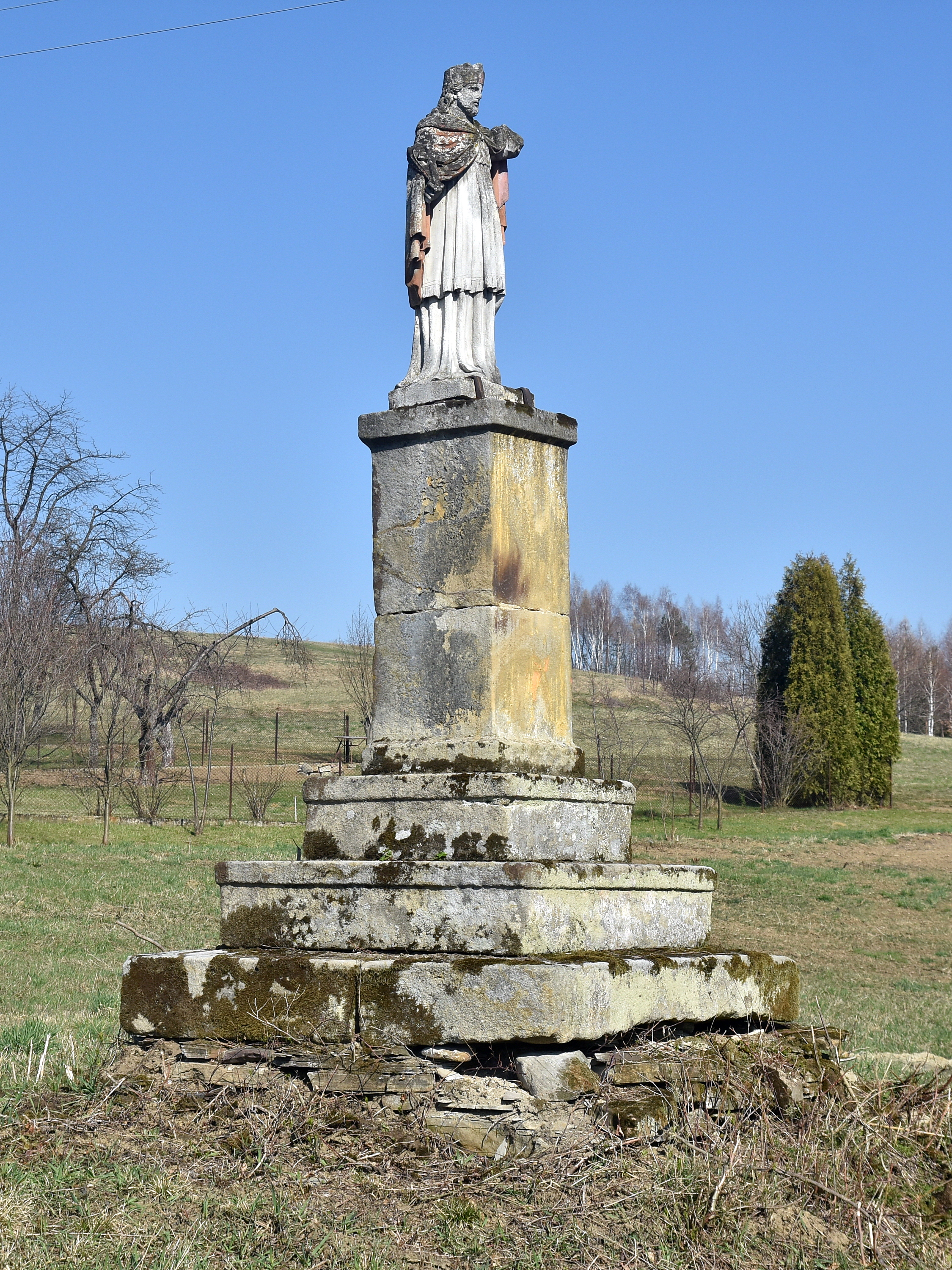
Pomnik
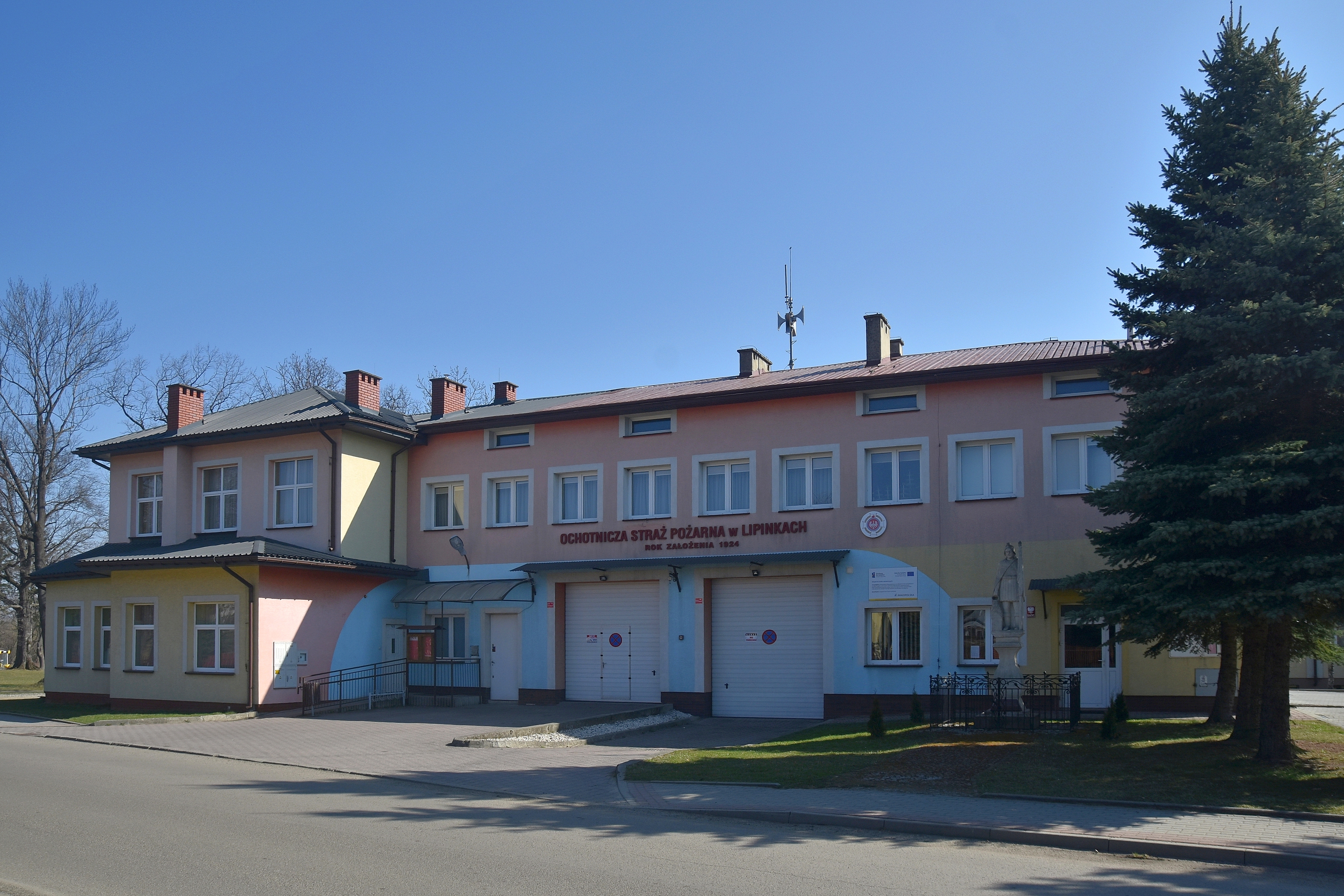
Remiza OSP

## Kopalnictwo nafty
Poszukiwania ropy rozpoczęto w 1860 w zachodniej części wsi i wtedy staraniem Jadwigi Straszewskiej i Ksawerego Stawiarskiego zorganizowano pierwszą kopalnię. Niedługim później Stawiarski wybudował rafinerię, która pod kierownictwem dr. chemii Stefana Bartoszewicza jako pierwsza w Polsce rozpoczęła produkcję parafiny. Pod koniec XIX wieku w Lipinkach były dwie kopalnie ropy posiadające blisko 200 szybów i rafinerię o zdolności produkcyjnej około 6 tys. ton. Rafineria i część kopalni została zniszczona w czasie I wojny światowej przez wojska austriackie. Rafineria nie została później odbudowana, natomiast działa kopalnia.
Na początku XXI wieku powrócono do poszukiwań węglowodorów w rejonie Lipinek. W latach 2006–2010 niemiecka firma RWE Dea wykonała dwa odwierty położone we wschodniej części Lipinek o nazwie "Pola-1" i "Pola-2" o planowanych głębokościach odpowiednio 3500, 2400 m. Prace poszukiwawcze kontynuowano w następnych latach.

W 2016 spółka Orlen Upstream w ramach przedsięwzięcia projektowego poszukiwawczo-wydobywczego węglowodorów o nazwie "Karpaty" zrealizowała odwiert o nazwie "Lipinki-OU1".

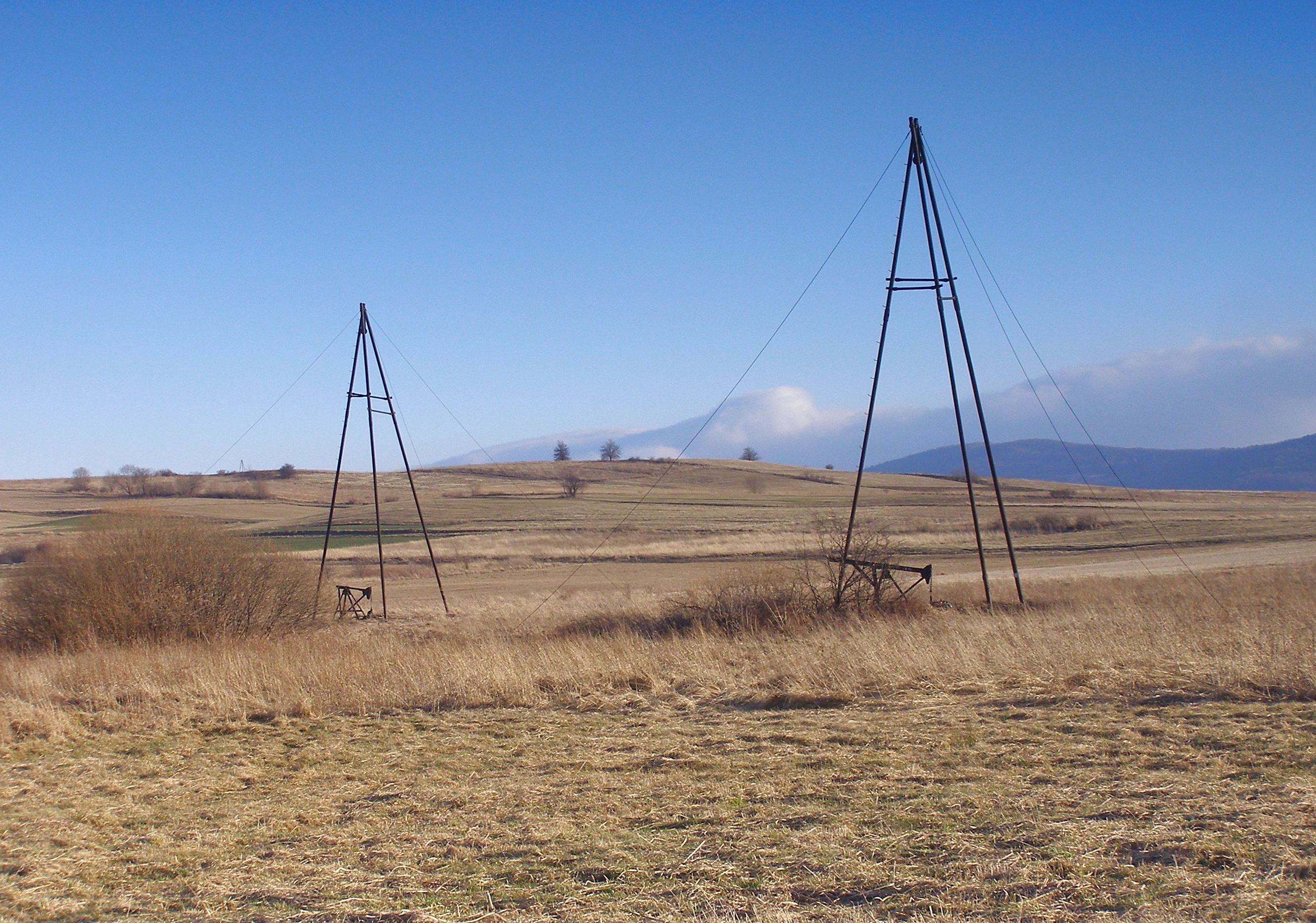
Pole naftowe Kopalni Lipinki
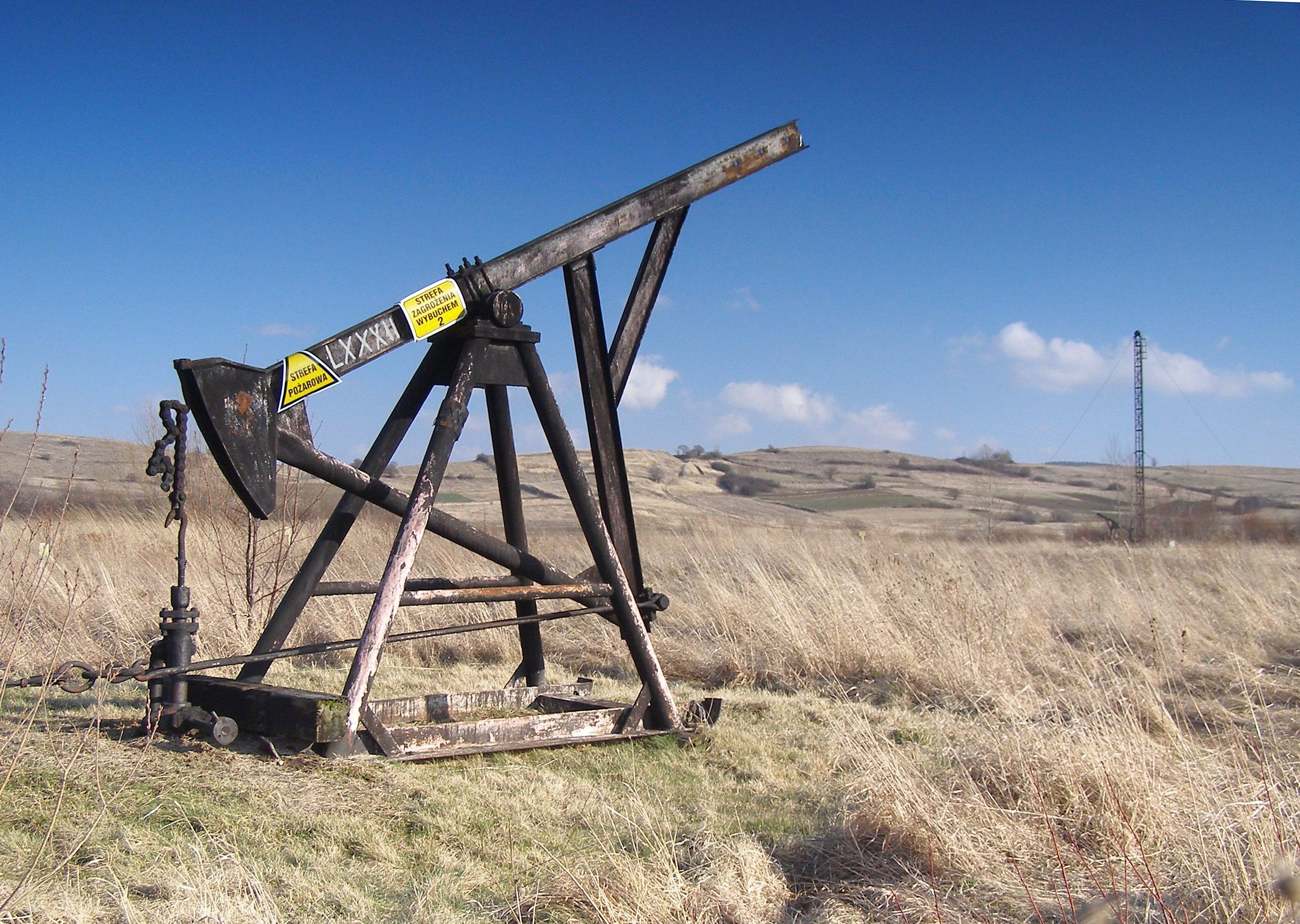
Na polu naftowym
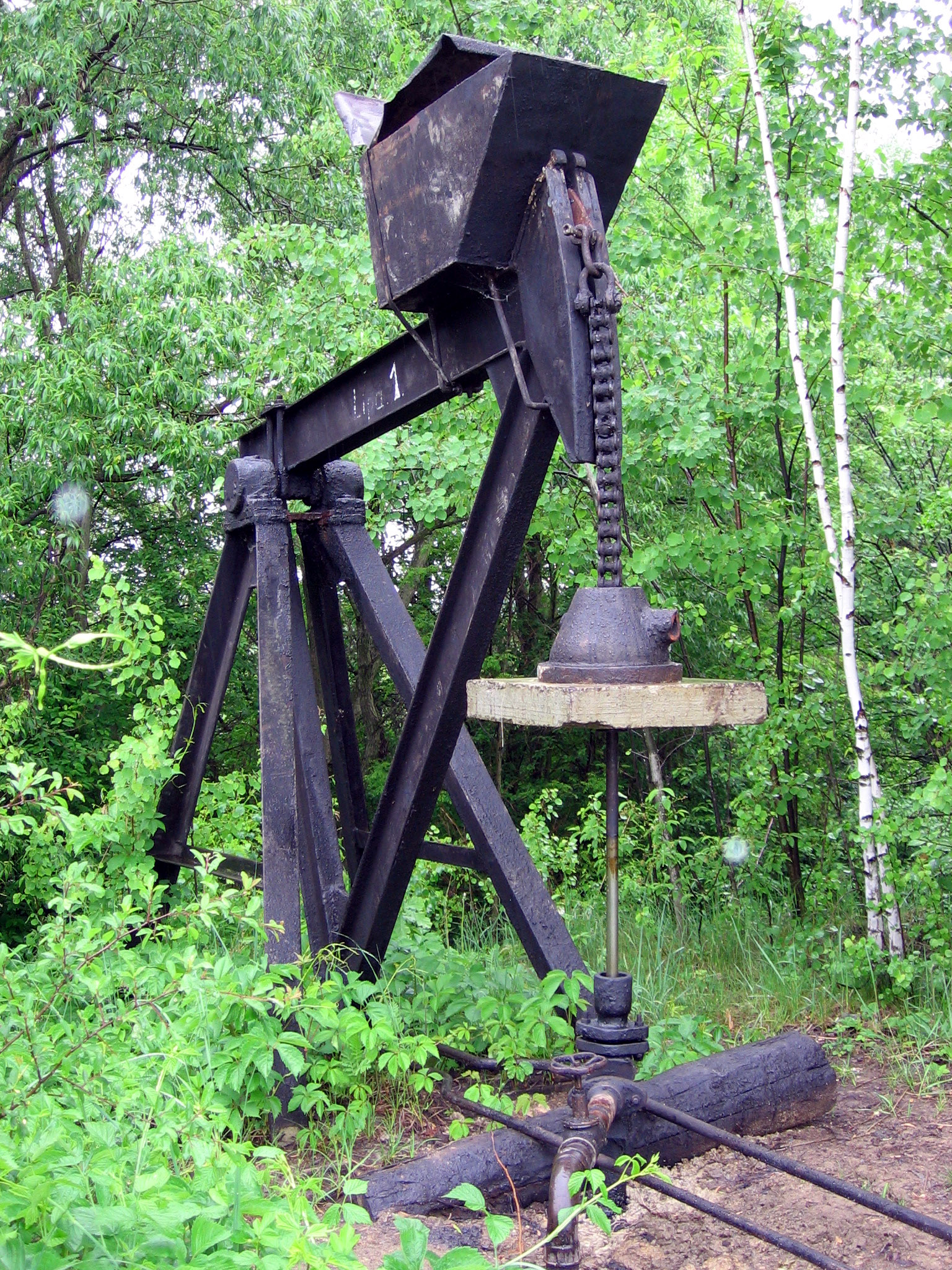
Szyb Dziadek
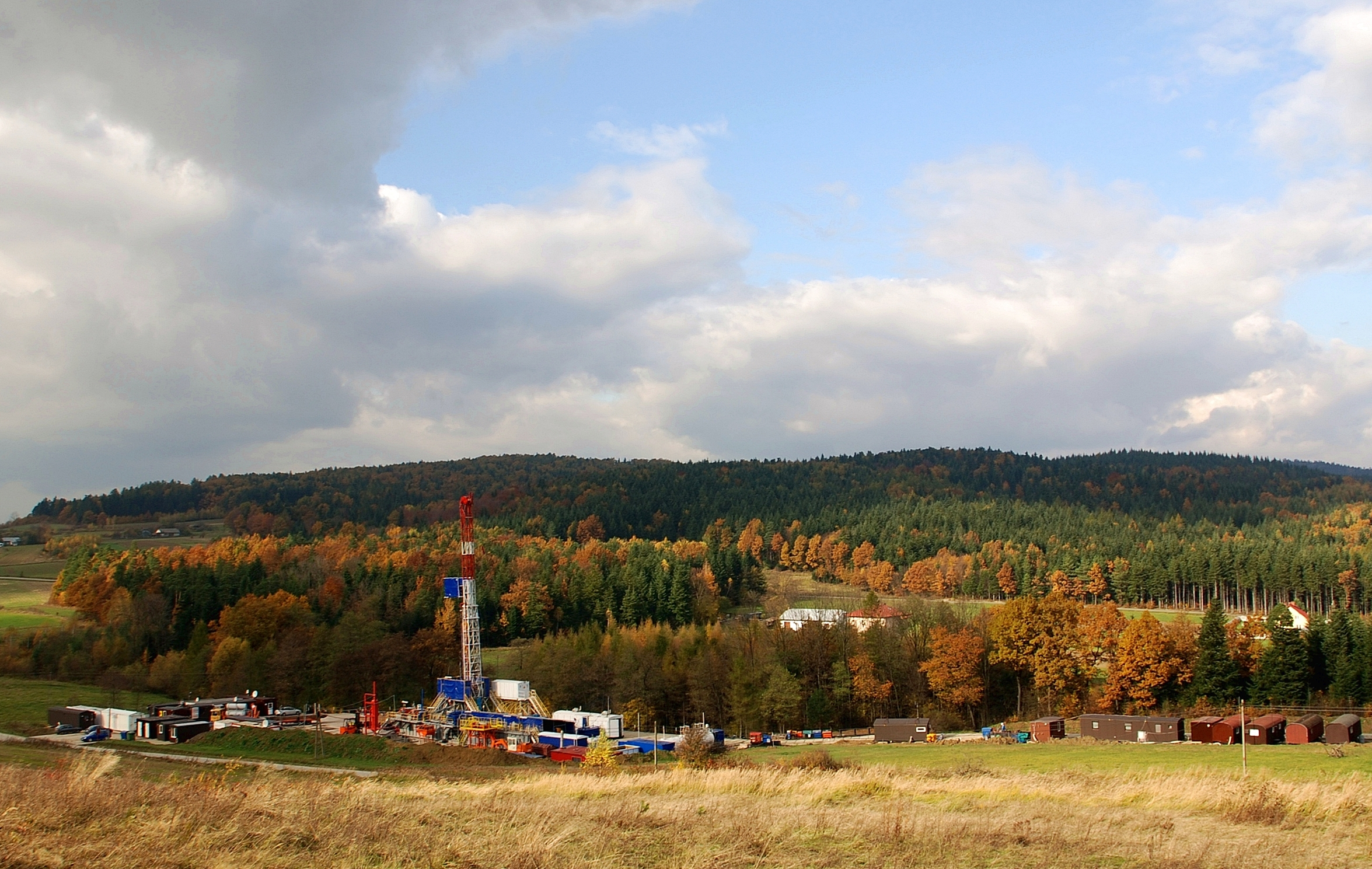
2009, wiertnia Pola-2
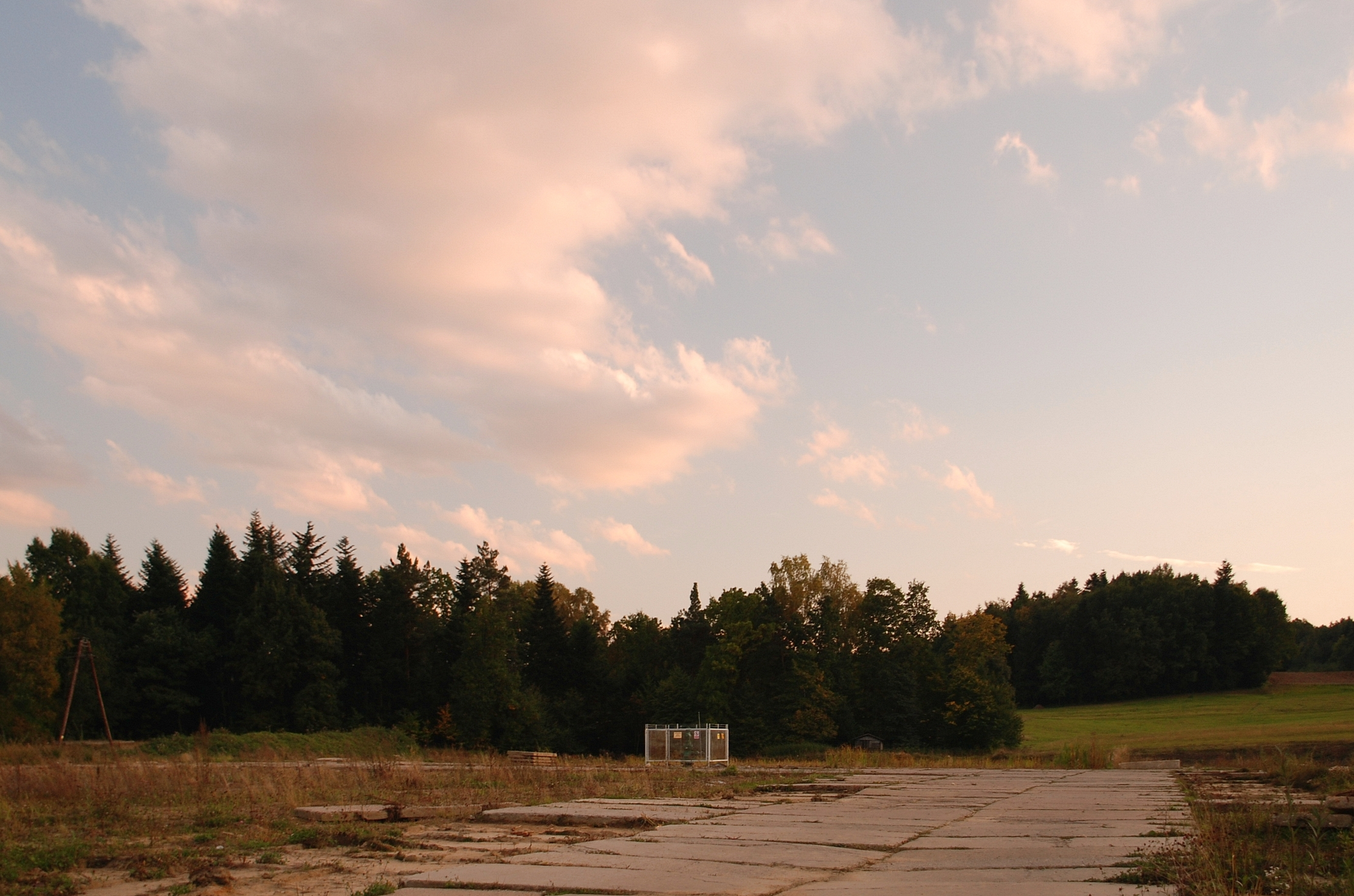
Odwiert Pola-1
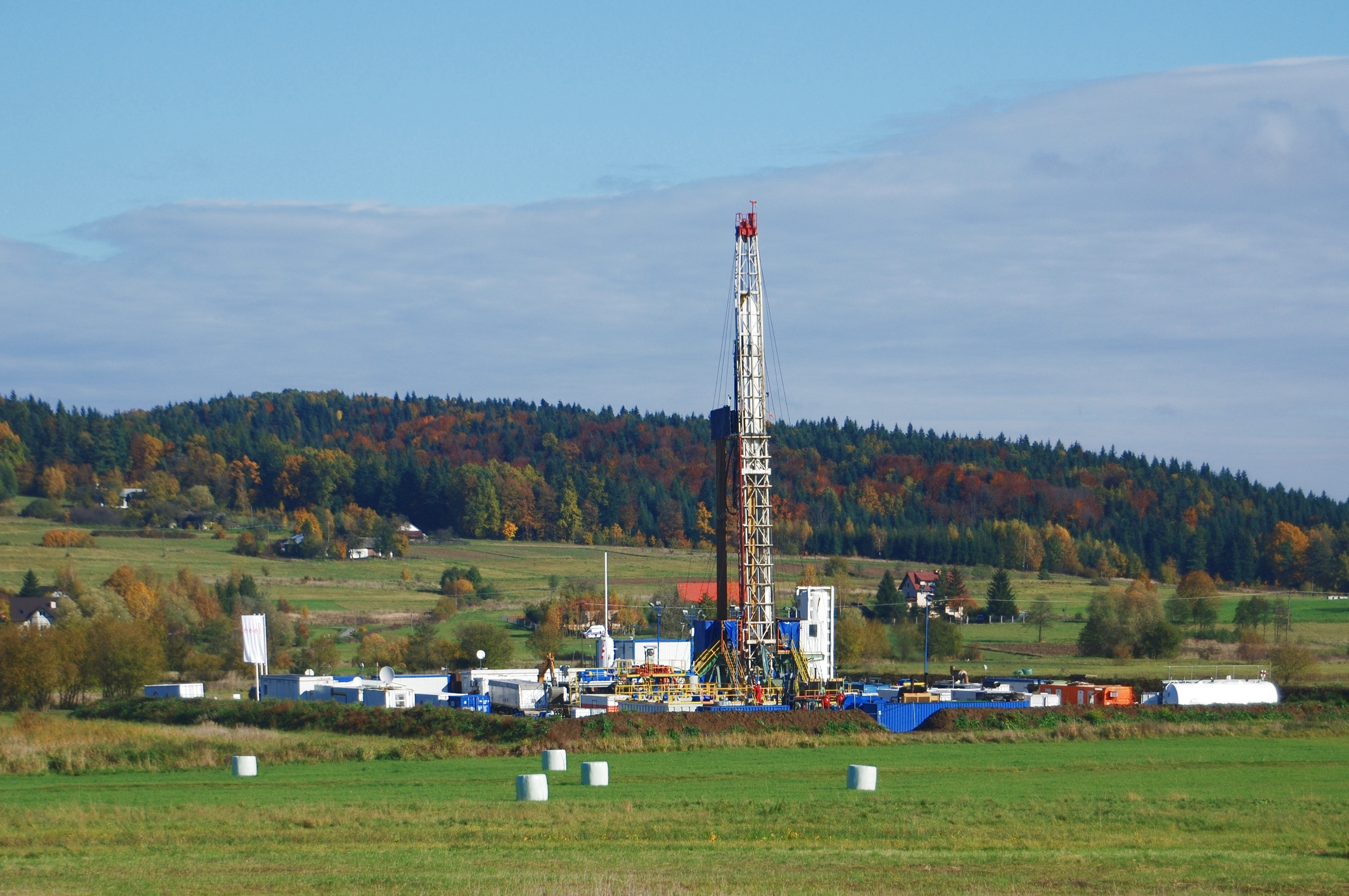
2016, wiertnia Lipinki-OU1

## Zabytki
Obiekty wpisane do rejestru zabytków nieruchomych województwa małopolskiego:
- kościół Wniebowzięcia NMP;
- kaplica grobowa rodziny Straszewskich, na cmentarzu rzym-kat. „starym” z 1882;,
- zespół dworski:
  - dwór z lat 1909–1910;
  - park z 1 poł. XIX wieku.

## Ludzie związani z Lipinkami
- Piotr Ciekliński (ur. 1558 w Cieklinie – zm. 1604[10]) – poeta, tłumacz, pierwszy polski komediopisarz, studiował we Włoszech, dyplomata i dworzanin Jana Zamojskiego; właściciel części Lipinek i Rozdziela;
- Antoni Dobrzański – wieloletni proboszcz w Lipinkach i Wójtowej
- Ewaryst Andrzej Kuropatnicki – hrabia, amator geografii, heraldyk i bibliofil; właściciel Lipinek w okresie: lata 70 XVIII wieku - 1788.
- Jan Patrzyk – duchowny katolicki; patron miejscowego gimnazjum.
- Jolanta Kajtoch – polska lekkoatletka, sprinterka. Reprezentantka Polski na Letnie Igrzyska Olimpijskie 2008 w Pekinie; urodzona w Lipinkach.
- Bogusław Szul-Skjöldkrona (ur. 13 listopada 1895, zm. 27 maja 1920 w Czetwertynówce[11] ) – polski poeta i kolekcjoner tekstów piosenek, major Sztabu Generalnego Wojska Polskiego, kawaler Orderu Virtuti Militari.